# Erotična umetnost
Erotična umetnost je široko področje likovne umetnosti, vključno z umetniškimi deli, namenjenimi vzbujanju erotičnega vznemirjenja, ki po navadi prikazujejo človeško goloto in / ali spolno aktivnost. Vključuje dela v skoraj vseh vizualnih medijih, vključno z risbami, gravurami, filmi, slikami, fotografijami in skulpturami. Nekatere najzgodnejše znane umetnine vključujejo erotične teme, ki so se v zgodovini z različnimi poudarki ponavljale v različnih družbah. Vendar pa je tudi splošno veljalo za tabu, saj družbene norme ali zakoni omejujejo njihovo ustvarjanje, razširjanje in posedovanje, zlasti kadar se šteje za pornografsko, nemoralno ali nespodobno.

## Definicija
Opredelitev erotične umetnosti je nekoliko subjektivna in odvisna od konteksta, saj se zaznava tako erotično kot umetnost. Na primer, skulptura falusa v nekaterih kulturah lahko velja za tradicionalni simbol moči in ne odkrito erotično. Gradivo za ponazoritev spolne vzgoje, lahko drugi dojemajo kot neprimerno erotično. Stanfordska enciklopedija filozofije erotično umetnost opredeljuje kot »umetnost, ki je ustvarjena z namenom spolnega spodbujanja ciljne skupine in ji do neke mere uspe«.
Pogosto razlikujejo med erotično umetnostjo in pornografijo, ki prikazuje tudi prizore spolnih odnosov in je namenjena vzbujanju erotičnega vznemirjenja, vendar se običajno ne šteje za likovno umetnost. Nekateri razlikujejo glede na namen dela in sporočilo: erotična umetnost bi bila poleg vzburjenja namenjena tudi drugim namenom, ki bi ga lahko nekdo, ki ga ne zanima njihova erotična vsebina, cenil kot umetnost. Ameriški vrhovni sodnik Potter Stewart je leta 1964 slavno zapisal, da je razlikovanje intuitivno, in sicer o trdi pornografiji, ki ne bi bila pravno zaščitena kot erotična umetnost, »vem, ko jo vidim«.
Drugi, vključno s filozofa Matthewom Kieranom in Hansom Maesom, trdijo, da ni mogoče natančno razlikovati med erotično umetnostjo in pornografijo.

## Zgodovina
Med najstarejšimi ohranjenimi primeri erotičnih upodobitev so paleolitske jamske poslikave in rezbarije, in številne kulture so ustvarile erotično umetnost. V starodavni Mezopotamiji so odkrili artefakte, ki prikazujejo eksplicitni heteroseksualni seks.  Gliptična umetnost iz sumerskega zgodnjega dinastičnega obdobja pogosto prikazuje prizore frontalnega seksa v misijonarskem položaju. V mezopotamskih votivnih ploščah iz zgodnjega 2. tisočletja pred našim štetjem je moški ponavadi prikazan, kako vstopa v žensko od zadaj, medtem ko se ta skloni in pije pivo po slamici. Srednjeasirske glavne votivne figurice pogosto predstavljajo moškega, ki stoji in prodre v žensko, ko ta počiva na oltarju.
Znanstveniki so vse te upodobitve tradicionalno razlagali kot prizore obrednega seksa, vendar je verjetneje, da so povezani s kultom Inane, boginje seksa in prostitucije.  Številne spolno eksplicitne slike so bile najdene v templju Inanne v Ašurju, v katerem so bili tudi modeli moških in ženskih spolnih organov, vključno s kamnitimi falusi, ki so jih morda nosili okoli vratu kot amulet ali jih uporabljali za okras kultni kipi in glineni modeli ženske vulve.
Prikazi spolnih odnosov niso bili del splošnega seznama starodavne egipčanske formalne umetnosti, vendar so bile na drobcih keramike in grafitih najdene osnovne skice heteroseksualnih odnosov. Torinski erotični papirus (Papirus 55001) je egiptovski zvitek papirusa, odkrit v Deir el-Medini, 2,6 m x 25 cm, od tega dve zadnji tretjini od dvanajstih vinjet, ki prikazujejo moške in ženske v različnih spolnih položajih. Moški na ilustracijah so »skorjasti, plešasti, kratki in nežni« s pretirano velikimi genitalijami in ne ustrezajo egiptovskim standardom fizične privlačnosti, ženske pa so prikazane zelo privlačne, s predmeti iz tradicionalne erotične ikonografije, kot so listi slaka, v nekaterih prizorih pa imajo celo predmete, ki so tradicionalno povezani z boginjo ljubezni Hator, kot so cvet lotosa, opice in sveti instrumenti, imenovani sistrum. Zvitek je bil verjetno naslikan v obdobju Ramesside (1292–1075 pr. n. št.) njegova visoka umetniška kakovost pa kaže, da je bil izdelan za premožno občinstvo. Noben podoben zvitek še ni bil odkrit.
Stari Grki so na svoje keramične izdelke slikali seksualne prizore, mnogi med njimi slovijo kot nekateri najzgodnejši prikazi istospolnih odnosov in pederastije, na stenah porušenih rimskih zgradb v Pompejih pa obstajajo številne spolno eksplicitne slike. Kultura Moche iz Peruja v Južni Ameriki so še eno starodavno ljudstvo, ki je v svoje lončene izdelke oblikovalo eksplicitne prizore seksa. V Limi v muzeju Larco je cela galerija, posvečena predkolumbovski erotični keramiki (kultura Moche). Edward Perry Warren je med študijem pridobil  ljubezen do grške umetnosti. Bil je zbiratelj erotične umetnosti, posebej nagnjen k zbiranju grških erotičnih umetniških del, ki so pogosto predstavljala homoseksualne spolne odnose. Warrenova čaša, antična rimska srebrna čaša za pitje, vsebuje prizore analnega seksa med moškima. Številni Warrenovi eklektični predmeti, zbrani skozi leta, so v Bostonskem muzeju lepih umetnosti.
V vzhodnih kulturah obstaja dolga tradicija erotične umetnosti. Na Japonskem se je na primer shunga, vrsta japonske erotične umetnosti, ki se običajno izvaja kot nekakšen ukijo-e, pojavila v 13. stoletju in je naraščala do konca 19. stoletja, ko je bila izumljena fotografija. Na Japonskem v obdobju Edo (1600-1869) je bila shunga, prevedena v 'spomladanske slike', serija spolno eksplicitnih slik, ustvarjenih s črnilom ali lesorezu, ki so jih natisnili na papirnate zvitke kot uvod v spolno vzgojo. Shunga, ki so jo sprejeli posamezniki, razen šintoistične religije, se je osredotočila na osvoboditev prirojenih spolnih bitij, ki so znotraj vseh ljudi, vključno z ženskami in homoseksualno spolnostjo. Pari, ki se ukvarjajo s spolnimi dejanji, so bili prikazani v smehu in uživanju v spolnem srečanju s svojim partnerjem; ta se je osredotočil na pozitivnost spola.
Okoli leta 1700 je shunga naletela na nasprotovanje in prepoved na Japonskem, vendar se je kroženje te ugledne erotične umetnosti nadaljevalo. Shungo je mogoče najti v lokalnih knjižnicah in domovih številnih japonskih državljanov.
Erotična umetnost je na Kitajskem dosegla svoj priljubljeni vrhunec v zadnjem obdobju dinastije Ming.
V Indiji je znamenita Kamasutra starodavni priročnik za seks, ki ga še vedno popularno berejo po vsem svetu.

### I Modi
V Evropi se je že od renesanse začela izdelovati erotika za zabavo aristokracije. V začetku 16. stoletja je bilo besedilo I Modi (Načini - znan tudi kot Šestnajst užitkov ali pod latinskim naslovom De omnibus Veneris Schematibus) erotična knjiga - lesorez, ki so ga ustvarili oblikovalec Giulio Romano, graver Marcantonio Raimondi in pesnik Pietro Aretino. Erotična umetnost v Italiji je dobila številne oblike, najbolj pa jo je ujel umetnik Giulio Romano za svoje znamenite skice I Modi. Papež Julij II. je naročil Rafaelu, da okrasi sobe v Vatikanu, v katerih je bila izključno verska elita. Po njegovi smrti je bil Romano odgovoren za dokončanje njegove zadnje instalacije v vatikanskih stanovanjskih četrtih v Sali. Sala je bila zbirališče verske elite. Slike v tej sobi so upodabljale cesarja Konstantina na način, ki je ponazarjal prizore zmagovitih duhovnih osvajanj krščanstva nad poganstvom.
Med zaključevanjem teh del je Romano med mitološkimi slavnimi zgodovinskimi pari naslikal spolno eksplicitne prizore. Te skice so bile narejene, da bi razkrile poenostavljeno naravo spola med posamezniki. I Modi je javnosti dal moč, da se ozira na gradivo, ki so ga prepovedali pripadniki duhovščine Vatikana. Skice so sčasoma prišle v roke Marcantoniju Raimondiju, graverju, ki ga je Rafael tudi klasično poučeval. Raimondi je objavil in distribuiral te odtise, ki jih je naredil Romano. Risbe so hitro postale priljubljene med neelitnimi ljudmi v družbi in so bile razpršene po italijanskem Vatikanu. Papež Klemen je to tabu temo v Italiji ukazal uničiti. Marcantonio Raimondi je bil aretiran zaradi razmnoževanja in distribucije I Modi.
Leta 1601 je Caravaggio naslikal Amor Vincit Omnia (Ljubezen premaga vse) za zbirko markiza Vincenza Giustinianija.
Zdi se, da je bila erotični kabinet, ki ga je naročila Katarina Velika, v bližini njene sobe v Gatčinski palači. Pohištvo je bilo zelo ekscentrično z mizami, ki so imele velike penise za noge. Na pohištvu so bili vklesani penisi in vagine. Stene so bile prekrite z erotično umetnostjo. Sobo in pohištvo sta leta 1941 videla dva oficirja Wehrmachta, in zdi se, da je od takrat izginil. Dokumentarni film Petra Woditscha kaže, da je bil kabinet v palači Petergof in ne v Gatčinski.
Tradicijo so nadaljevali drugi sodobnejši slikarji, kot so Fragonard, Courbet, Millet, Balthus, Picasso, Edgar Degas, Toulouse-Lautrec in Egon Schiele. Schiele je odslužil zapor, oblasti pa so uničile več del, ker je s svojimi upodobitvami golih deklet užalil sodobne običaje.
Do 20. stoletja je fotografija postala najpogostejši medij za erotično umetnost. Založniki, kot so Taschen, so množično proizvajali erotične ilustracije in erotične fotografije.

## 20. stoletje do danes
V 2010-ih je delalo veliko erotičnih umetnikov, čeprav v nekaterih krogih velik del žanra še vedno ni bil tako dobro sprejet kot bolj standardni žanri umetnosti, kot sta portretiranje in pokrajina. Erotične upodobitve v umetnosti so v 20. stoletju temeljito repozicionirale. Gibanja v začetku 20. stoletja v umetnosti, kot so kubizem, futurizem in nemški ekspresionizem, so raziskovali erotiko z manipulacijo aktov, da bi raziskali več pogledov, barvno eksperimentiranje in poenostavitev figure v geometrijske komponente.
Sredi 20. stoletja sta realizem in nadrealizem ponudila nove načine predstavljanja aktov. Za nadrealistične umetnike je erotika postala način raziskovanja idej fantazije, nezavednega in sanjskega stanja. Umetniki, kot so Paul Delvaux, Giorgio de Chirico in Max Ernst, so dobro znani nadrealistični umetniki, ki so se z erotiko ukvarjali neposredno. Po prvi svetovni vojni se je zgodil premik od abstrahiranih človeških figur dvajsetih in tridesetih let k realizmu. Umetniki, kot je britanski umetnik Stanley Spencer, so v Britaniji vodili ta preusmerjeni pristop k človeški figuri z golimi avtoportreti sebe in svoje druge žene v erotičnih okoljih. To je izrecno razvidno iz njegovega dela Double nude portrait, 1937.
Goli portret je nedvomno postajal kategorija erotične umetnosti, ki je prevladovala v 20. stoletju, tako kot je v 19. stoletju prevladovala akademski akt. Kritični zapisi o aktu in zlasti o ženskem aktu so pomenili temeljne premike pri obravnavanju upodobitve aktov in upodobitve spolnosti. Seminalna besedila, kot je britanski umetnostni zgodovinar Kenneth Clark's The nude: študija idealne umetnosti leta 1956 in umetnostni kritik John Berger leta 1972 v svoji knjigi Ways of Seeing, so ponovno proučevala pojem akta in akta znotraj umetnosti. To obdobje v umetnosti je opredeljevalo akutno sodelovanje s političnim. Zaznamovalo je zgodovinski trenutek, ki je poudaril pomen spolne revolucije na umetnost.
1960-ta in 1970-ta so bila čas družbenih in političnih sprememb po ZDA in Evropi. Premiki so vključevali boj za enakost žensk s poudarkom na spolnosti, reproduktivnih pravicah, družini in delovnem mestu. Umetniki in zgodovinarji so začeli raziskovati, kako so podobe v zahodni umetnosti in medijih pogosto nastajale v moški pripovedi in še posebej, kako ohranja idealizacijo ženske teme. Izpraševanje in zasliševanje krovnega moškega pogleda znotraj zgodovinske umetniške pripovedi, ki se kaže tako v kritiškem pisanju kot v umetniški praksi, je opredelilo večino umetnosti od sredine do konca 20. stoletja in erotične umetnosti. Ameriška umetnostna zgodovinarka Carol Duncan povzema moški pogled in njen odnos do erotične umetnosti in piše: »Bolj kot katera koli druga tema je akt lahko pokazal, da umetnost izvira iz moške erotske energije in jo podpira. Zato so številna 'temeljna' dela tistega časa akt.« Umetnice, kot je Sylvia Sleigh, so primer tega preobrata moškega pogleda, saj njeno delo prikazuje moške portrete, predstavljene v tradicionalnih erotičnih ležečih pozah, ki so bile običajno rezervirane za ženske akte kot del odaliske tradicije.
Vzpon feminizma, spolne revolucije in konceptualne umetnosti sredi 20. stoletja je pomenil, da se interakcija med sliko in občinstvom ter umetnikom in občinstvom začne dvomiti in na novo definirati ter odpira nova možna področja prakse. Umetniki so začeli uporabljati svoja gola telesa in v novih objektivih prikazovali alternativno pripoved o erotičnem. Novi mediji so se začeli uporabljati za upodabljanje golega in erotičnega, pri čemer so umetnice ženske umetnike uporabljale za izvedbo in fotografijo, da bi opozorile na vprašanja odnosov moči med spoli in zamegljene meje med pornografijo in umetnostjo. Umetnice, kot sta Carolee Schneemann in Hannah Wilke, so te nove medije uporabljale za preiskovanje konstruktov spolnih vlog in spolnosti. Fotografije Wilkejeve so na primer satirizirale množično objektivizacijo ženskega telesa v pornografiji in oglaševanju.
Umetnost performansa od 1960-ih cveti in velja za neposreden odziv in izziv tradicionalnim vrstam medijev ter je bila povezana z dematerializacijo umetniškega dela ali predmeta. Ko je performans, ki se je ukvarjal z erotiko, cvetel v 1980-ih in 1990-ih, so umetniki in umetnice raziskovali nove strategije zastopanja erotike.
Martha Edelheit je bila ženska umetnica, znana po svojih prispevkih k erotični umetnosti kot uporniški odnos do tipičnih spolnih vlog, zaradi česar umetnice niso mogle sodelovati pri svobodnem spolnem izražanju. Zaradi tega so bile ženske pogosto predmet številnih znanih umetniških del, namenjenih moškim. Edelheitovi so očitali, da je umetnica, ki je ustvarjala erotična umetniška dela v času, ko so moški v tej umetnosti največ prispevali. Edelheitova je bila pionirka v feminističnem umetniškem gibanju, ker je bila ženska, ki je ustvarjala erotično umetnost in se tudi upodabljala v številnih svojih delih, ki so odprla pot za enakost žensk pri spolnem izražanju.
Edelheitova se je s splošnim stereotipom, da je ta umetnost pornografska, soočila z alternativnim pogledom na samo sebe. Njena dela so ženskam odprla pot do odprtega izražanja spolnih želja. Slikanje golih moških motivov je bilo v 1970-ih redko; njena umetnost je obrnila mize in ženskam omogočila, da so v ospredju te revolucije izražanja žensk, ki se je zgodila v 70-ih.
Sprejemanje in priljubljenost erotične umetnosti je žanr potisnilo v splošno pop kulturo in ustvarilo številne znane ikone. Frank Frazetta, Luis Royo, Boris Vallejo, Chris Achilleos in Clyde Caldwell so med umetniki, katerih dela so bila široko razširjena. Ceh erotičnih umetnikov je bil ustanovljen leta 2002, da bi združil telo enako mislečih posameznikov, katerih edini namen je bil izraziti se in promovirati čutno umetnost erotike za moderno dobo. 
Med letoma 2010 in 2015 je seksologinja in galeristka Laura Henkel, kustosinja Muzeja erotske dediščine in Galerije mesta Sin, organizirala razstavo 12 palcev greha, ki se osredotoča na umetnost, ki izraža raznolik pogled na spolnost in izzivalne ideje visoke in nizke umetnosti. Erotiko še danes raziskujejo in uporabljajo pri novih vrstah umetniških del, globoki razvoj 20. stoletja pa še vedno podpira večino prevladujoče erotične umetnosti in umetniških namenov.

## Pravni standardi
Ali je primer erotične umetnosti nespodoben, je odvisno od standardov jurisdikcije in skupnosti, v kateri je prikazana.
V ZDA je razsodba Vrhovnega sodišča ZDA iz leta 1973 v zadevi Miller proti Kaliforniji vzpostavila tristopenjski test za ugotavljanje, kaj je nespodobno - in s tem ni zaščiteno, v primerjavi s tistim, kar je bilo zgolj erotično in tako zaščiteno s prvim amandmajem.
Vrhovni sodnik Warren Burger je podal mnenje sodišča,
 Osnovne smernice za preizkuševalnik dejstev morajo biti: (a) ali bo »povprečna oseba, ki uporablja sodobne standarde skupnosti«, ugotovila, da delo, kot celota, ustreza privlačnim interesom, (b) ali delo prikazuje ali na očitno žaljiv način opisuje spolno vedenje, ki ga posebej opredeljuje veljavna državna zakonodaja; in (c) ali delo v celoti nima resne literarne, umetniške, politične ali znanstvene vrednosti.
Ker je to še vedno precej bolj nejasno kot drugi sodni preizkusi v ameriški sodni praksi, to ni zmanjšalo konfliktov, ki so pogosto posledica, zlasti zaradi dvoumnosti glede tega, kaj so »sodobni standardi skupnosti«. Podobne težave pri razlikovanju med erotiko in nespodobnostjo so bile ugotovljene tudi v drugih pravnih sistemih.

## Galerija
- Slikana keramika, Brigosov slikar, 480–470 pr. n. št.
- Oinochoe, Šuvalov slikar (Berlin F2414), ok. 430–420 pr. n. št.
- Erotična umetnost, Peter Fendi
- Hokusai, The Adonis Plant (Fukujusō), 1815.
- Hokusai, Sanje ribičeve žene, ok. 1820.
- Gustave Courbet, Izvor sveta, 1866.
- Egon Schiele, Nepodnaslovljen akt, 1914.
- Erotična umetnost, Peter Johann Nepomuk Geiger
- Sheela na Gig, Kilpeck, Anglija.
- Jupiter in Junona, Agostino Carracci (1557 – 1602).
- Turški erotični rokopis (1773)
- Kitajska erotična umetnost
- Édouard-Henri Avril, ilustracija za Fanny Hill, 1907
- Tantrično rezbarjenje iz templja Lakshmana, Khajuraho, Indija